# Прилуцкий, Ной Германович
Ной Германович Прилуцкий (идиш נח פּרילוצקי‎ — Ноях (Нойех) Прилуцкий, пол. Noach Pryłucki; 1882, Бердичев — 12 августа 1941, Вильнюс) — польский филолог, фольклорист, политический деятель, журналист. Специалист в области идиша и еврейской этнографии.

## Биография
Ной (Нойех) Прилуцкий родился в Бердичеве в 1882 году в семье еврейского публициста Германа (Гирша, Цви) Прилуцкого (1862—1942). Окончил гимназию в Варшаве. Учился в Варшавском университете. За революционную деятельность в 1903 году был арестован, в 1904 провёл два месяца в тюрьме, в 1905 исключён из университета. Юридическое образование закончил в Петербургском университете в 1907 году, после чего открыл адвокатскую практику в Варшаве.
После оккупации Польши немецкими войсками, в 1916 году Прилуцкий встает во главе либерально-демократических сил Варшавы и выигрывает муниципальные выборы. При его участии формируется еврейская партия Польши Фолкспартей (Народная партия). В 1918 году он становится депутатом от этой партии в Государственном совете Польши, а через год входит в Учредительный сейм. В апреле 1919 года создаёт комиссию по расследованию расстрела евреев в Пинске (Пинская резня).
В 1921—1922 годах совершает поездки в США, ища поддержки украинским евреям среди местных еврейских землячеств. Встречался с президентом Гардингом. В 1922 году становится депутатом Польского сейма, где оказывается в оппозиции другим еврейским группам, выступая за расширение светского еврейского образования. После раскола Фолкспартей оставляет политическую деятельность и переключается на науку.
После начала Второй мировой войны и захвата Варшавы немецкими войсками, Прилуцкий бежит в Вильнюс, перешедший под контроль Советского Союза. В 1941 году вновь оказывается на территории, захваченной гитлеровцами, и 1 августа 1941 года попадает в гестапо. 12 августа он был убит.

## Литературная деятельность
Первые публикации Прилуцкого относятся к началу 1890-х годов, когда ему было всего 10 лет. Известна его статья на иврите, посвящённая еврейским колониям в Аргентине. Позднее пишет статьи на русском языке, а в 1900-е годы начинает публиковаться на идише. Диапазон интересов Прилуцкого чрезвычайно широк: он обращается как к научным темам, так и к публицистике, художественной литературе, эротическим стихам. Выступает редактором нескольких еврейских альманахов, пишет книги о еврейском театре, литературе и истории, собирает фольклор, создаёт фундаментальные труды по идишу.
Отойдя от политической жизни, Прилуцкий переключается на выпуск лингвистических журналов, работает над созданием в Исследовательском институте идиша отдела филологии и литературы. Оказавшись в статусе беженца в Вильнюсе, при новой советской власти получает должность директора Исследовательский институт идиша, а в 1940 году назначается главой кафедры еврейского языка и литературы Вильнюсского университета. Последней работой Прилуцкого становится составление списка еврейских инкунабул в библиотеке М. Страшуна по приказу гестапо вместе с берлинским гебраистом Готтардом.

## Семья
Отец — Герман (Герш) Наумович Прилуцкий (Цви Прилуцкий; 1862—1942) — еврейский журналист, публицист.
Жена — Перл Прилуцкая (1876—1941) — еврейская поэтесса и драматург.